# Juli 1996
Portal Geschichte | Portal Biografien | Aktuelle Ereignisse | Jahreskalender | Tagesartikel

◄ |
19. Jahrhundert |
20. Jahrhundert
| 21. Jahrhundert

◄ |
1960er |
1970er |
1980er |
1990er
| 2000er | 2010er | 2020er | ►

◄ |
1992 |
1993 |
1994 |
1995 |
1996
| 1997 | 1998 | 1999 | 2000 | ►

◄ |
April 1996 |
Mai 1996 |
Juni 1996 |
Juli 1996 |
August 1996 |
September 1996 |
Oktober 1996 |
►
Dieser Artikel behandelt aktuelle Nachrichten und Ereignisse im Juli 1996.

## Tagesgeschehen

### Montag, 1. Juli 1996
- Dublin/Irland: Irland übernimmt von Italien den Vorsitz im Rat der Europäischen Union. Das Amt des Regierungschefs der EG erhält John Bruton.[1]
- Wien/Österreich: Die Absichtserklärung zur Umsetzung der Vorschläge zur Reform der Rechtschreibung der Deutschen Sprache wird von Deutschland, Liechtenstein, Österreich und der Schweiz sowie von Ländern mit deutschsprachigen Minderheiten unterschrieben. Die Kultusministerkonferenz der deutschen Länder akzeptierte die Neuregelungen bereits im Vorjahr. Sie sollen am 1. August 1998 in Kraft treten.[2]

### Mittwoch, 3. Juli 1996
- Moskau/Russland: Der parteilose Präsident Russlands Boris Jelzin kann im zweiten Wahlgang der Präsidentschaftswahl mehr als 53 % der abgegebenen Stimmen auf seine Person vereinen und verteidigt damit seine Regentschaft gegen Gennadi Sjuganow von der Kommunistischen Partei.[3]

### Samstag, 6. Juli 1996
- London/Vereinigtes Königreich: Steffi Graf aus Deutschland gewinnt das Dameneinzel-Turnier der Wimbledon Championships 1995 im Tennis. Es ist Grafs siebter Turniertitel im Einzelwettbewerb der Championships, wie im Vorjahr unterliegt ihr im Finale die Spanierin Arantxa Sánchez Vicario.[4]

### Sonntag, 7. Juli 1996
- London/Vereinigtes Königreich: Richard Krajicek aus den Niederlanden gewinnt das Herren-Einzel-Turnier der Wimbledon Championships im Tennis gegen MaliVai Washington aus den Vereinigten Staaten in drei Sätzen.[5]

### Montag, 8. Juli 1996
- Ankara/Türkei: Die von Necmettin Erbakan (Wohlfahrtspartei, kurz RP) am 28. Juni gebildete neue Koalitionsregierung aus RP und Mutterlandspartei erhält das Vertrauen der Großen Nationalversammlung. Damit kommt der türkische Ministerpräsident zum ersten Mal aus den Reihen der RP, die Teil der islamischen Bewegung Millî Görüş ist.[6][7]
- London/Vereinigtes Königreich: Im Alter von 15 Jahren und 282 Tagen gewinnt die Schweizerin Martina Hingis an der Seite der Tschechin Helena Suková das Damen-Doppel-Turnier der Wimbledon Championships im Tennis und ist damit die jüngste Gewinnerin eines Senioren-Wettbewerbs in der Geschichte von Wimbledon.[8]

### Donnerstag, 11. Juli 1996
- Elista/Russland: Der amtierende Schachweltmeister Anatoli Karpow aus Russland verteidigt bei der Schach-WM der Organisation FIDE in 18 Partien seinen Titel gegen den Amerikaner Gata Kamsky.[9]

### Freitag, 12. Juli 1996
- Oregon/Vereinigte Staaten: Auf einem unterseeischen Bergrücken im Pazifik orten Mitarbeiter des Kieler Forschungszentrums für marine Geowissenschaften zufällig eine gigantische Menge Gashydrat. Sollten die Böden der Ozeane auf großer Fläche methanhaltiger sein, als der aktuelle Stand der Wissenschaft es definiert, stünde der Menschheit hier z. B. eine neue Energieressource offen.[10]

### Montag, 15. Juli 1996

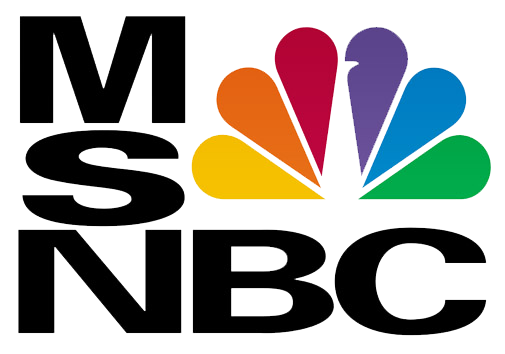
Logo des Microsoft-NBC-Joint-Ventures

- New York/Vereinigte Staaten: Das Medienunternehmen NBC Universal und der Soft- und Hardwarehersteller Microsoft starten die Ausstrahlung des Nachrichtensenders MSNBC, des zweiten 24-Stunden-Nachrichtenkanals im amerikanischen Fernsehen. Microsoft zahlte dafür 500 Millionen US-Dollar an NBC und beabsichtigt eine Verknüpfung der Inhalte des klassischen Mediums Fernsehen und des neuen Mediums Internet.[11]

### Mittwoch, 17. Juli 1996
- New York/Vereinigte Staaten: Einer der Treibstoff-Tanks in einem Flugzeug vom Typ Boeing 747 der Fluggesellschaft Trans World Airlines explodiert kurz nach dem Start auf dem Flug von New York nach Paris, Frankreich. Die Trümmer der Maschine landen vor der südlichen Küste von Long Island. Alle 230 Personen an Bord kommen ums Leben.[12]

### Freitag, 19. Juli 1996

100 Jahre Olympische Spiele

- Atlanta/Vereinigte Staaten: Die XXVI. Olympischen Sommerspiele werden eröffnet. Sie finden einhundert Jahre nach den ersten Olympischen Spielen der Neuzeit statt. Dass sich Athen, Griechenland, bei der Vergabe des Austragungsorts geschlagen geben musste, wird als Indiz für die Kommerzialisierung des Sports interpretiert.[13]
- Washington, D.C./Vereinigte Staaten: Der Internationale Währungsfonds (IWF) räumt seinem von hoher Inflation mit Raten von über 20 % in den Monaten Mai und Juni gezeichneten Mitgliedstaat Bulgarien zur Eindämmung der nationalen Finanzkrise einen Beistandskredit in Höhe von circa 580 Millionen US-Dollar ein und Bulgarien verpflichtet sich dafür u. a. gegenüber dem IWF und den Staaten der Europäischen Union zur Senkung seiner Staatsausgaben.[14][15]

### Sonntag, 21. Juli 1996

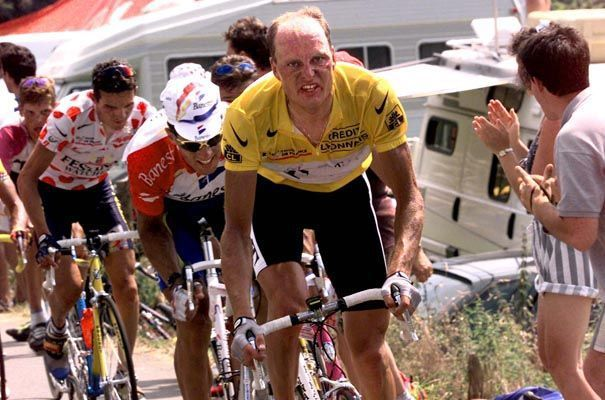
Bjarne Riis in gelb

- Paris/Frankreich: Bjarne Riis gewinnt zum ersten Mal, und als erster Däne, die Rad-Rundfahrt Tour de France.[16]

### Donnerstag, 25. Juli 1996
- Bujumbura/Burundi: Präsident Sylvestre Ntibantunganya, Angehöriger der Volksgruppe der Hutu, wird in einem Putsch durch die von der Volksgruppe der Tutsi dominierten Streitkräfte unter Führung von Pierre Buyoya entmachtet. Buyoya erklärt sich zum neuen Staatsoberhaupt des ostafrikanischen Landes. Dieses Amt hatte er bereits von 1987 bis 1993 inne.[17][18]

### Freitag, 26. Juli 1996

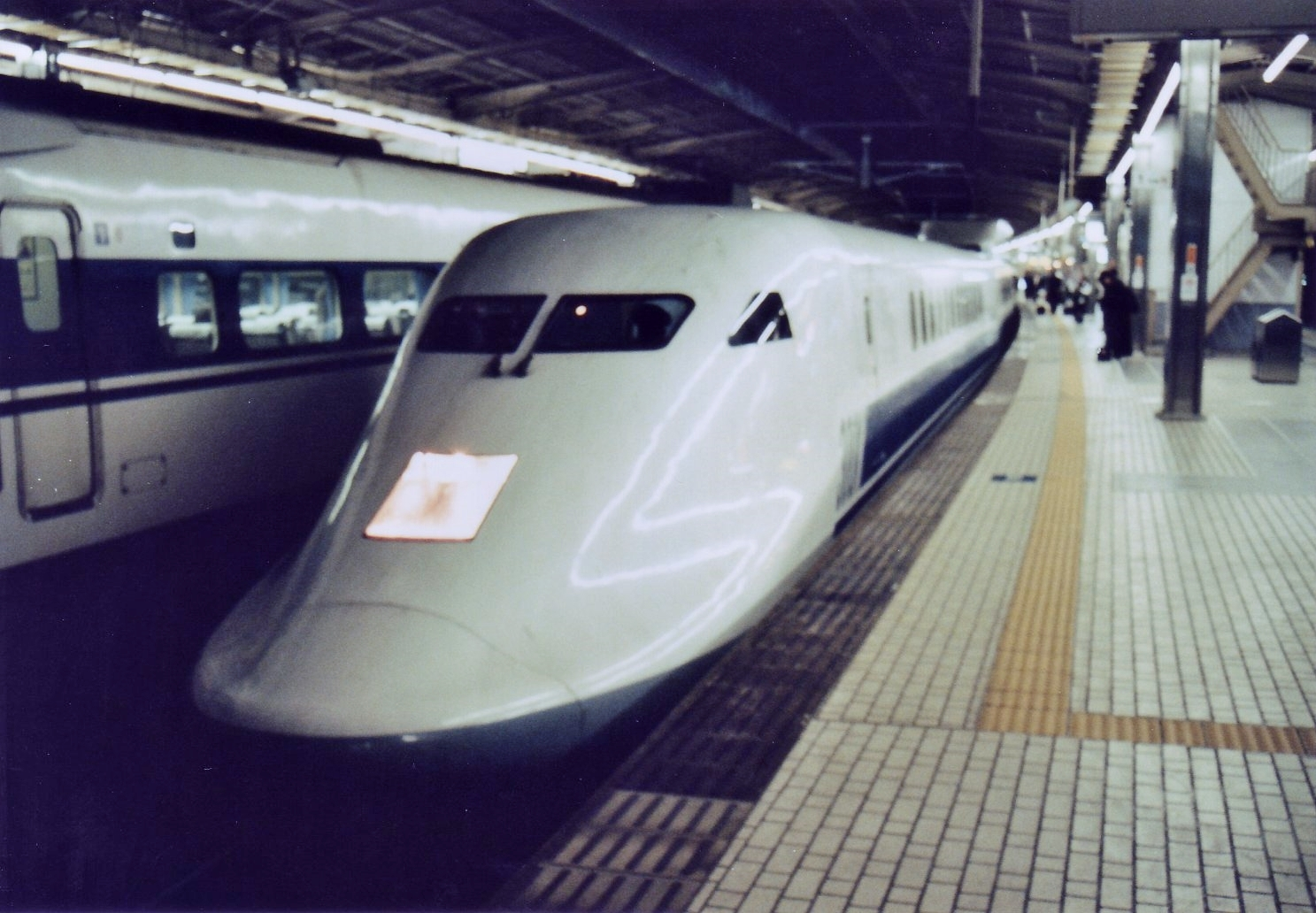
Shinkansen 300X 955-1

- Tokio/Japan: Auf der Eisenbahn-Schnellfahrstrecke der Central Japan Railway Company zwischen Tokio und Osaka stellt der Shinkansen-Versuchszug 300X der Baureihe 955 mit 443 km/h einen Geschwindigkeitsrekord für Schienenfahrzeuge auf.[19]

### Samstag, 27. Juli 1996
- Atlanta/Vereinigte Staaten: Der auf Jamaika geborene kanadische Sprinter Donovan Bailey absolviert die 100-m-Strecke in 9,84 s und ist damit neuer Weltrekordhalter über diese Distanz.[20]
- Atlanta/Vereinigte Staaten: Ein christlicher Extremist zündet eine Bombe im Centennial Park, dem zentralen Veranstaltungsort der Olympischen Sommerspiele außerhalb der Sportstätten. Ein Mensch kommt durch den Sprengsatz ums Leben und ein weiterer stirbt an einem Herzinfarkt. Die Zahl der verletzten Personen liegt bei mindestens 100.[21]

### Sonntag, 28. Juli 1996

Logo der Kirch-Gruppe

- Unterföhring/Deutschland: Leo Kirch gründet als Konkurrenz zum Pay-TV-Fernsehsender Premiere die Senderfamilie DF1. Die Unternehmensgründung ist das Resultat von Streitigkeiten der Kirch-Gruppe mit Bertelsmann und Canal+ über die Konzeption von Premiere.[22]

## Weblinks

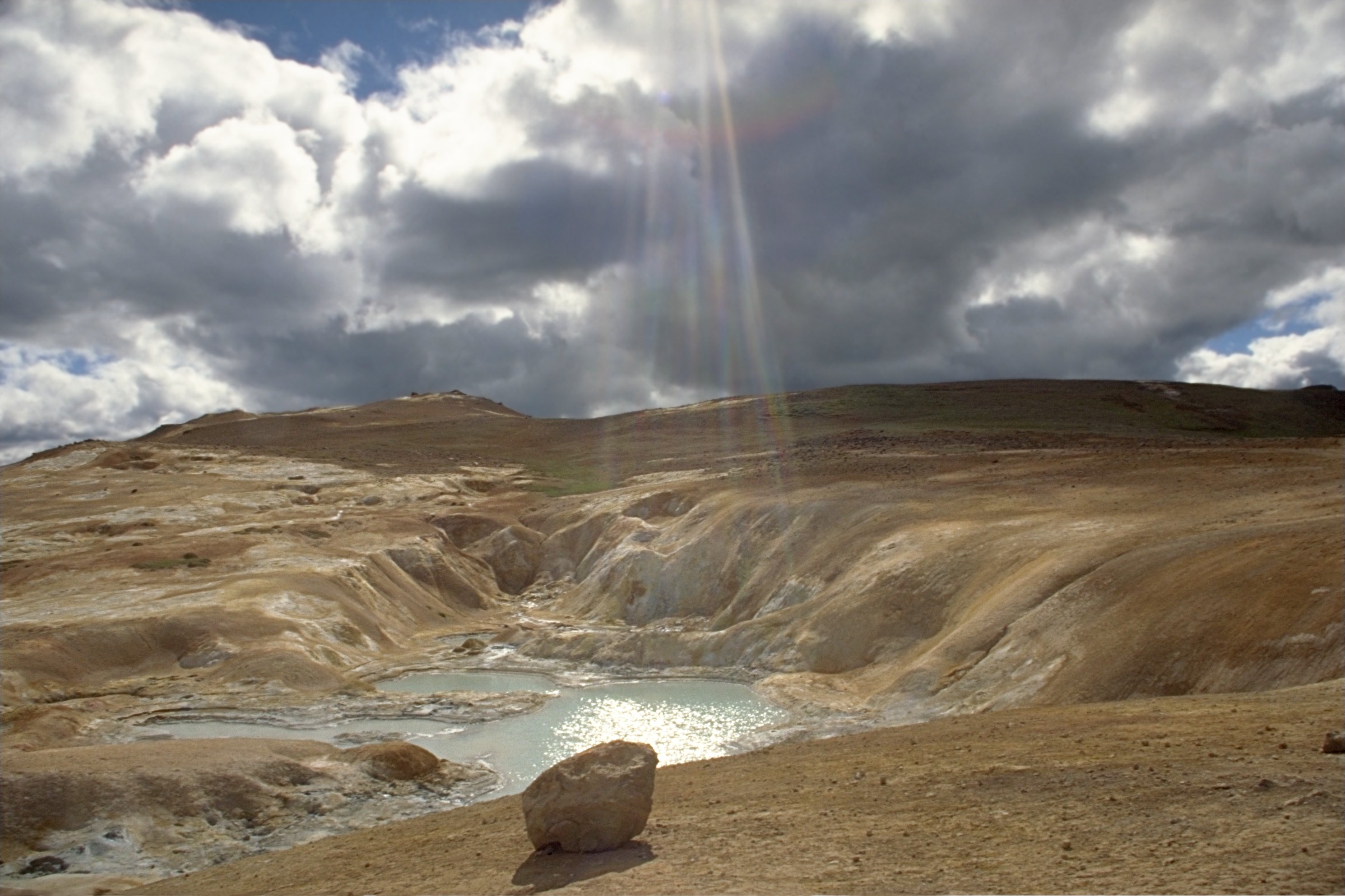
Island im Juli 1996